# ليلى روكو
ليلى روكو (بالإيطالية: Lyla Rocco)‏ (18 يناير 1933 - 17 يناير 2015) هي ممثلة سينمائية إيطالية، وإحدى المشاركات في مسابقة ملكة جمال إيطاليا. أول ظهور لها على الشاشة كان في عام 1951، ومن ثم ظهرت في أكثر من ثلاثين عمل سينمائي قبل تقاعدها في عام 1964.